# کربونیل‌دی‌ایمیدازول
کربونیل‌دی‌ایمیدازول (به انگلیسی: Carbonyldiimidazole) یک ترکیب شیمیایی است. شکل ظاهری این ترکیب، پودر بسیار ریز سفید است.